# Porphyronota cinnamomea
Porphyronota cinnamomea är en skalbaggsart som beskrevs av Adam Afzelius 1817.
Porphyronota cinnamomea ingår i släktet Porphyronota och familjen Cetoniidae. Utöver nominatformen finns också underarten Porphyronota cinnamomea angolensis.